# Pseudopion oculatum
Pseudopion oculatum is een keversoort uit de familie boktorren (Cerambycidae). De wetenschappelijke naam van de soort is voor het eerst geldig gepubliceerd in 1971 door Martins.